# 亞利加尼縣 (北卡羅萊納州)
是美國北卡羅萊納州西北部的一個縣，北鄰維吉尼亞州。面積601平方公里。根據美國2000年人口普查，共有人口10,677人。縣治斯巴達 (Sparta)。
成立於1859年。縣名來自阿勒格尼河。
1. . 雙語詞彙、學術名詞暨辭書資訊網. 國家教育研究院.   [2021-02-21]. （原始内容存档于2021-06-21）.
2. . 雙語詞彙、學術名詞暨辭書資訊網. 國家教育研究院.   [2021-02-21]. （原始内容存档于2021-06-21）.
3. 周定国. . 北京: 中国对外翻译出版公司. 2007. ISBN 978-7-5001-0753-8.